# 卡阿尼奥勒
卡阿尼奥勒（法語：Cahagnolles，法語發音：[ka.aɲɔl] ⓘ）是法国卡尔瓦多斯省的一个市镇，属于巴约区。

## 地理
卡阿尼奥勒（49°9'31"N, 0°45'41"W）面积7.17 平方千米，位于法国诺曼底大区卡爾瓦多斯省，该省份为法国西北部沿海省份，北濒大西洋英吉利海峡，东北与滨海塞纳省以海上边界相接，东临厄尔省，南至奧恩省，西与芒什省接壤。
与卡阿尼奥勒接壤的市镇（或旧市镇、城区）包括：卡斯蒂永、富洛涅、普朗克里、圣奥诺里娜德迪西、圣保罗迪韦尔奈、欧尔河畔科蒙、欧尔瑟勒。

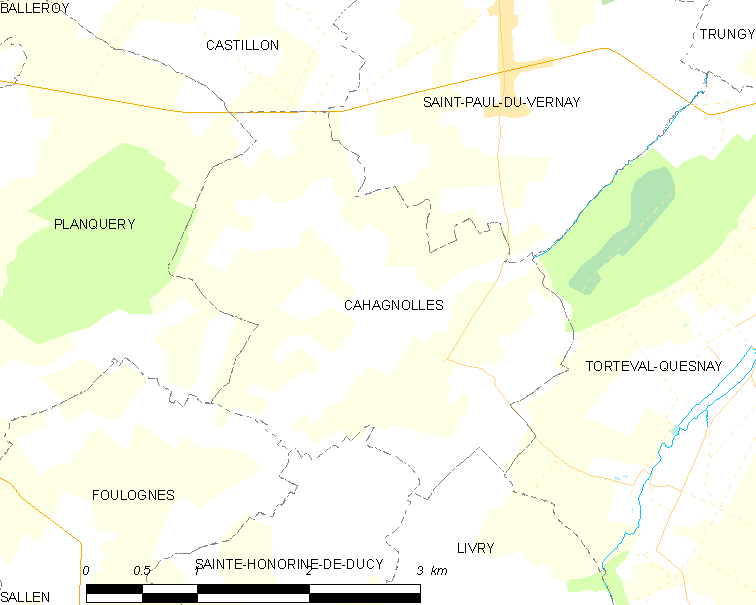
卡阿尼奥勒的OSM定位图

卡阿尼奥勒的时区为UTC+01:00、UTC+02:00（夏令时）。

## 行政
卡阿尼奥勒的邮政编码为14490，INSEE市镇编码为14121。

## 政治
卡阿尼奥勒所属的省级选区为特雷维耶尔县。

## 人口

1962-2008年间卡阿尼奥勒人口变化图示

卡阿尼奥勒于2022年1月1日时的人口数量为253人。